# محمد منیر (بازیکن فوتبال)
محمد منیر (انگلیسی: Mohammad Muneer؛ زادهٔ ۱۷ آوریل ۱۹۸۲) بازیکن فوتبال اهل اردن بود.
از باشگاه‌هایی که در آن بازی کرده‌است می‌توان به باشگاه فوتبال تشرین، باشگاه فوتبال الجزیره (امان)، باشگاه فوتبال الانصار عربستان سعودی، و باشگاه ورزشی الفیصلی اشاره کرد.
وی همچنین در تیم ملی فوتبال اردن بازی کرده‌است.